# Wybory uzupełniające do Senatu Rzeczypospolitej Polskiej VII kadencji
Wybory uzupełniające do Senatu Rzeczypospolitej Polskiej VII kadencji (2007–2011) odbyły się trzy razy: 22 czerwca 2008 (okręg nr 21), 20 czerwca 2010 (okręg nr: 15, 21 i 30) i 6 lutego 2011 (okręg nr 37). Do obsadzenia było pięć wakujących mandatów. W trzech przypadkach przyczyną była śmierć senatorów wybranych w wyborach parlamentarnych w 2007, w jednym – śmierć senatora wybranego w wyborach uzupełniających w 2008, w dalszym – wybór na prezydenta miasta w wyborach samorządowych w 2010.
Trzech mandatów broniło Prawo i Sprawiedliwość, tracąc jeden na rzecz Polskiego Stronnictwa Ludowego, dwóch miejsc broniła Platforma Obywatelska, tracąc jedno na rzecz kandydata niezależnego (komitet wyborczy wyborców).

## Lista wyborów uzupełniających do Senatu VII kadencji
Wytłuszczeniem wyróżniono frekwencję w przypadku, gdy równocześnie odbywały się inne wybory powszechne (prezydenckie, parlamentarne lub samorządowe).
| Okręg | Data            | Były senator           | Były senator               | Wybrany senator       | Wybrany senator       | Frekwencja                      | Przyczyna |
| ----- | --------------- | ---------------------- | -------------------------- | --------------------- | --------------------- | ------------------------------- | --------- |
| 21    | 22 czerwca 2008 |                        | Andrzej Mazurkiewicz (PiS) |                       | Stanisław Zając (PiS) | 12,20%                          | śmierć    |
| 15    | 20 czerwca 2010 | Janina Fetlińska (PiS) |                            | Michał Boszko (PSL)   | 48,97%                | śmierć                          |           |
| 21    | 20 czerwca 2010 | Stanisław Zając (PiS)  |                            | Alicja Zając (PiS)    | 47,07%                | śmierć                          |           |
| 30    | 20 czerwca 2010 |                        | Krystyna Bochenek (PO)     |                       | Leszek Piechota (PO)  | śmierć                          | 53,47%    |
| 37    | 6 lutego 2011   | Piotr Głowski (PO)     |                            | Henryk Stokłosa (KWW) | 6,31%                 | wybór na Prezydenta Miasta Piły |           |

## Przyczyny zarządzania wyborów uzupełniających
Podstawą prawną zarządzenia wyborów uzupełniających do Senatu RP VII kadencji była ustawa z dnia 12 kwietnia 2001 r. Ordynacja wyborcza do Sejmu Rzeczypospolitej Polskiej i do Senatu Rzeczypospolitej Polskiej (Dz.U. z 2001 r. nr 46, poz. 499, z późn. zm.).
Zgodnie z art. 215 w razie utraty mandatu przez senatora Prezydent RP zarządzał przeprowadzenie wyborów uzupełniających w okręgu, z którego został on wybrany, w ciągu 3 miesięcy od dnia stwierdzenia wygaśnięcia mandatu senatora. Wyborów uzupełniających nie przeprowadzano w okresie 6 miesięcy przed dniem, w którym upływał termin zarządzenia wyborów do Sejmu. Głosowanie przeprowadza się wyłącznie na terytorium kraju.
Wygaśnięcie mandatu senatora niezwłocznie stwierdzał Marszałek Senatu w formie obwieszczenia w następujących wypadkach:
- utraty prawa wybieralności;
- pozbawienia mandatu prawomocnym orzeczeniem Trybunału Stanu;
- zrzeczenia się mandatu (w tym przez odmowę złożenia ślubowania);
- śmierci senatora;
- zajmowania w dniu wyborów stanowiska lub funkcji, których, stosownie do przepisów Konstytucji Rzeczypospolitej Polskiej albo ustaw, nie można łączyć z mandatem senatora, z zastrzeżeniem przepisu ust. 3;
- powołania w toku kadencji na stanowisko lub powierzenia funkcji, których, stosownie do przepisów Konstytucji Rzeczypospolitej Polskiej albo ustaw, nie można łączyć ze sprawowaniem mandatu senatora;
- wyboru w toku kadencji na posła do Parlamentu Europejskiego;
- sprawowania przez senatora albo powołania go na stanowisko lub funkcję:

a) radnego rady gminy, rady powiatu lub sejmiku województwa,
b) w zarządzie powiatu, zarządzie województwa lub zarządzie związku komunalnego,
c) w zarządzie lub w radzie regionalnej albo branżowej kasy chorych,
d) wójta lub burmistrza (prezydenta miasta).

## Wybory uzupełniające 22 czerwca 2008 (okręg nr 21)

Okręg wyborczy nr 21 na tle Polski

Wybory uzupełniające do Senatu Rzeczypospolitej Polskiej w okręgu nr 21, które odbyły się 22 czerwca 2008, zostały zarządzone postanowieniem Prezydenta RP Lecha Kaczyńskiego z 9 kwietnia 2008 z powodu śmierci – a tym samym wygaśnięcia mandatu senatorskiego – Andrzeja Tadeusza Mazurkiewicza (21 marca 2008). Przeprowadziła je Okręgowa Komisja Wyborcza w Krośnie.
Zwyciężył w nich Stanisław Zając – wobec przyjęcia mandatu senatora utracił mandat posła, który zdobył w wyborach w 2007.

### Kalendarz wyborczy
- do 3 maja 2008 – zawiadomienie Państwowej Komisji Wyborczej: przez organ partii politycznej o zamiarze zgłoszenia kandydata na senatora; przez pełnomocnika wyborczego o utworzeniu koalicyjnego komitetu wyborczego lub o utworzeniu komitetu wyborczego wyborców,
- do 13 maja 2008 do godz. 24:00 – zgłaszanie kandydatów na senatora w celu zarejestrowania,
- 20 czerwca 2008 o godz. 24:00 – zakończenie kampanii wyborczej,
- 22 czerwca 2008, godz. 6:00–20:00 – głosowanie[6].

### Kandydaci
Swoje kandydatury zarejestrowali:
1. Marek Jurek (KWW Prawicy Marka Jurka) – były poseł, były marszałek Sejmu,
2. Tadeusz Kaleniecki (Polska Lewica) – były poseł,
3. Jan Kułaj (Partia Demokratyczna – demokraci.pl) – pierwszy przewodniczący NSZZ RI „Solidarność”,
4. Andrzej Lepper (Samoobrona Rzeczpospolitej Polskiej) – były poseł, były wicepremier, były minister, były wicemarszałek Sejmu,
5. Maciej Lewicki (Platforma Obywatelska, popierany też przez Polskie Stronnictwo Ludowe) – radny Sejmiku Województwa Podkarpackiego,
6. Mirosław Orzechowski (Liga Polskich Rodzin) – były poseł, były sekretarz stanu w MEN,
7. Wacław Posadzki (Sojusz Lewicy Demokratycznej),
8. Krzysztof Rutkowski (KWW Kandydata na Senatora Krzysztofa Rutkowskiego) – były poseł,
9. Stanisław Sagan (Stronnictwo Demokratyczne),
10. Jerzy Wróbel (Polska Partia Pracy),
11. Zygmunt Wrzodak (KWW „Kongres Polski”) – były poseł,
12. Stanisław Zając (Prawo i Sprawiedliwość) – poseł, były wicemarszałek Sejmu.

Była posłanka Maria Zbyrowska (KWW Marii Zbyrowskiej) wycofała swoją kandydaturę 10 czerwca. Okręgowa Komisja Wyborcza odmówiła rejestracji kandydatur Unii Polityki Realnej (Wojciech Popiela po niepowodzeniu rejestracji swojej kandydatury ustąpił ze stanowiska prezesa tej partii), Stronnictwa „Piast” i KWW Tadeusza Urbana z powodu nieuzyskania przez kandydatów poparcia prawidłowo złożonych podpisów 3000 wyborców. Sąd Okręgowy w Krośnie uznał skargę Stronnictwa „Piast” za nieuzasadnioną.
Lewicki i Posadzki byli jedynymi z kandydatów, którzy brali udział w poprzednich wyborach w tym okręgu (październik 2007).

### Wyniki
| Kandydat                                              | Kandydat             | Komitet wyborczy                                  | Głosów |
| ----------------------------------------------------- | -------------------- | ------------------------------------------------- | ------ |
|                                                       | Stanisław Zając      | Prawo i Sprawiedliwość                            | 40 993 |
|                                                       | Maciej Lewicki       | Platforma Obywatelska RP                          | 22 457 |
|                                                       | Marek Jurek          | KWW Prawicy Marka Jurka                           | 10 751 |
|                                                       | Andrzej Lepper       | Samoobrona Rzeczpospolitej Polskiej               | 3435   |
|                                                       | Wacław Posadzki      | Sojusz Lewicy Demokratycznej                      | 2703   |
|                                                       | Jan Kułaj            | Partia Demokratyczna – demokraci.pl               | 1774   |
|                                                       | Tadeusz Kaleniecki   | Polska Lewica                                     | 993    |
|                                                       | Stanisław Sagan      | Stronnictwo Demokratyczne                         | 386    |
|                                                       | Zygmunt Wrzodak      | KWW „Kongres Polski”                              | 384    |
|                                                       | Krzysztof Rutkowski  | KWW Kandydata na Senatora Krzysztofa Rutkowskiego | 357    |
|                                                       | Mirosław Orzechowski | Liga Polskich Rodzin                              | 308    |
|                                                       | Jerzy Wróbel         | Polska Partia Pracy                               | 194    |
| Frekwencja: 12,20% Źródło: Państwowa Komisja Wyborcza |                      |                                                   |        |

## Wybory uzupełniające 20 czerwca 2010 (okręgi nr 15, 21 i 30)

Okręg wyborczy nr 15 na tle Polski

Okręg wyborczy nr 21 na tle Polski

Okręg wyborczy nr 30 na tle Polski

Wybory uzupełniające do Senatu Rzeczypospolitej Polskiej w okręgach wyborczych nr: 15, 21 i 30, które odbyły się 20 czerwca 2010, zostały zarządzone postanowieniami Marszałka Sejmu wykonującego obowiązki Prezydenta RP Bronisława Komorowskiego z 22 i 23 kwietnia 2010 z powodu śmierci – a tym samym wygaśnięcia mandatu senatorskiego – Janiny Fetlińskiej, Stanisława Zająca i Krystyny Bochenek, którzy zginęli w katastrofie polskiego samolotu Tu-154M w Smoleńsku (10 kwietnia 2010). Przeprowadziły je odpowiednio Okręgowe Komisje Wyborcze w Płocku, Krośnie i Katowicach razem z I turą przedterminowych wyborów prezydenckich.
Zwyciężyli w nich Michał Boszko, Alicja Zając i Leszek Piechota.

### Kalendarz wyborczy
- do 1 maja 2010 – zawiadomienie Państwowej Komisji Wyborczej: przez organ partii politycznej o zamiarze zgłoszenia kandydata na senatora; przez pełnomocnika wyborczego o utworzeniu koalicyjnego komitetu wyborczego lub o utworzeniu komitetu wyborczego wyborców,
- do 11 maja 2010 do godz. 24:00 – zgłaszanie kandydatów na senatora w celu zarejestrowania,
- 18 czerwca 2010 o godz. 24:00 – zakończenie kampanii wyborczej,
- 20 czerwca 2010, godz. 6:00–20:00 – głosowanie[9][10].

### Okręg nr 15

#### Kandydaci
Swoje kandydatury zarejestrowali:
1. Michał Boszko (Polskie Stronnictwo Ludowe),
2. Tomasz Kałużyński (Polska Plus),
3. Marek Martynowski (Prawo i Sprawiedliwość).

Martynowski był jedynym z kandydatów, który brał udział w poprzednich wyborach w tym okręgu (październik 2007).

#### Wyniki
| Kandydat                                              | Kandydat          | Komitet wyborczy           | Głosów  |
| ----------------------------------------------------- | ----------------- | -------------------------- | ------- |
|                                                       | Michał Boszko     | Polskie Stronnictwo Ludowe | 132 427 |
|                                                       | Marek Martynowski | Prawo i Sprawiedliwość     | 127 446 |
|                                                       | Tomasz Kałużyński | Polska Plus                | 50 111  |
| Frekwencja: 48,91% Źródło: Państwowa Komisja Wyborcza |                   |                            |         |

### Okręg nr 21

#### Kandydaci
Jedyną kandydatką była Alicja Zając (Prawo i Sprawiedliwość), wdowa po ofierze katastrofy smoleńskiej Stanisławie Zającu.

#### Wyniki
| Kandydat                                              | Kandydat     | Komitet wyborczy       | Głosów  |
| ----------------------------------------------------- | ------------ | ---------------------- | ------- |
|                                                       | Alicja Zając | Prawo i Sprawiedliwość | 269 928 |
| Frekwencja: 47,07% Źródło: Państwowa Komisja Wyborcza |              |                        |         |

### Okręg nr 30

#### Kandydaci
Swoje kandydatury zarejestrowali:
1. Leszek Piechota (Platforma Obywatelska),
2. Adam Stach (Polskie Stronnictwo Ludowe),
3. Zbigniew Zdónek (Polska Partia Pracy – Sierpień 80).

#### Wyniki
| Kandydat                                              | Kandydat        | Komitet wyborczy                  | Głosów  |
| ----------------------------------------------------- | --------------- | --------------------------------- | ------- |
|                                                       | Leszek Piechota | Platforma Obywatelska RP          | 244 899 |
|                                                       | Zbigniew Zdónek | Polska Partia Pracy – Sierpień 80 | 82 788  |
|                                                       | Adam Stach      | Polskie Stronnictwo Ludowe        | 81 561  |
| Frekwencja: 53,47% Źródło: Państwowa Komisja Wyborcza |                 |                                   |         |

## Wybory uzupełniające 6 lutego 2011 (okręg nr 37)

Okręg wyborczy nr 37 na tle Polski

Wybory uzupełniające do Senatu Rzeczypospolitej Polskiej w okręgu nr 37, które odbyły się 6 lutego 2011, zostały zarządzone postanowieniem Prezydenta RP Bronisława Komorowskiego z 13 grudnia 2010 z powodu wygaśnięcia mandatu senatorskiego Piotra Głowskiego, wybranego na prezydenta Piły w wyborach samorządowych w listopadzie 2010. Przeprowadziła je Okręgowa Komisja Wyborcza w Pile.
Zwyciężył w nich Henryk Stokłosa, który zasiadał już w izbie wyższej w latach 1989–2005.

### Kalendarz wyborczy
- do 18 grudnia 2010 – zawiadomienie Państwowej Komisji Wyborczej: przez organ partii politycznej o zamiarze zgłoszenia kandydata na senatora; przez pełnomocnika wyborczego o utworzeniu koalicyjnego komitetu wyborczego lub o utworzeniu komitetu wyborczego wyborców,
- do 28 grudnia 2010 do godz. 24:00 – zgłaszanie kandydatów na senatora w celu zarejestrowania,
- 4 lutego 2011 o godz. 24:00 – zakończenie kampanii wyborczej,
- 6 lutego 2011, godz. 6:00–20:00 – głosowanie[12].

### Kandydaci
Swoje kandydatury zarejestrowali:
1. Zbigniew Ajchler (Sojusz Lewicy Demokratycznej),
2. Maria Janyska (Platforma Obywatelska),
3. Leszek Łochowicz (Polskie Stronnictwo Ludowe),
4. Henryk Stokłosa (KWW Henryka Tadeusza Stokłosy).

### Wyniki
| Kandydat                                             | Kandydat         | Komitet wyborczy              | Głosów |
| ---------------------------------------------------- | ---------------- | ----------------------------- | ------ |
|                                                      | Henryk Stokłosa  | KWW Henryka Tadeusza Stokłosy | 15 057 |
|                                                      | Maria Janyska    | Platforma Obywatelska RP      | 11 156 |
|                                                      | Zbigniew Ajchler | Sojusz Lewicy Demokratycznej  | 6525   |
|                                                      | Leszek Łochowicz | Polskie Stronnictwo Ludowe    | 5000   |
| Frekwencja: 6,31% Źródło: Państwowa Komisja Wyborcza |                  |                               |        |